# Atletica leggera ai Giochi della X Olimpiade - Salto triplo
La competizione del salto triplo di atletica leggera ai Giochi della X Olimpiade si tenne il 4 agosto 1932 al Memorial Coliseum di Los Angeles.

## L'eccellenza mondiale
| Primatista europeo    | 15,48 1923    | Vilho Tuolos | Ritirato |
| Campione olimpico     | 15,21 1928    | Mikio Oda    | Presente |
| Primatista stagionale | 15,55 5 marzo | Mikio Oda    | Presente |

## Turno eliminatorio
I sedici atleti iscritti sono ammessi direttamente alla finale.

## Finale
Dopo il primo turno l'unico sopra i 15 metri è il giapponese Chūhei Nanbu (15,07). Al secondo salto viene superato da Erik Svensson (15,32).

Nambu replica subito al terzo turno (15,22), il connazionale Ōshima sale al terzo posto con 15,05.

Dopo un quarto turno interlocutorio, Nambu piazza un super-salto a 15,72, con il quale stabilisce il nuovo record del mondo. Svensson cerca il tutto per tutto all'ultimo salto, ma fa un nullo.

Il campione uscente Mikio Oda, infortunato, gareggia per onore di firma. Si ferma al 12º posto.

| Pos.    | Atleta                | Età | Nazione          | Misura | Salti | Salti | Salti | Salti | Salti | Salti |
| Pos.    | Atleta                | Età | Nazione          | Misura | 1°    | 2°    | 3°    | 4°    | 5°    | 6°    |
| ------- | --------------------- | --- | ---------------- | ------ | ----- | ----- | ----- | ----- | ----- | ----- |
| Oro     | Chūhei Nanbu          | 28  | Giappone         | 15,72  | 15,07 | 14,67 | 15,22 | 14,89 | 15,72 | 14,85 |
| Argento | Eric Svensson         | 28  | Svezia           | 15,32  | 14,21 | 15,32 | N     | 14,70 | 14,77 | N     |
| Bronzo  | Kenkichi Ōshima       | 23  | Giappone         | 15,12  | N     | N     | 15,05 | N     | 14,85 | 15,12 |
| 4       | Eamonn Fitzgerald     |     | Irlanda          | 15,01  |       |       |       |       |       |       |
| 5       | Willem Peters         | 29  | Paesi Bassi      | 14,93  |       |       |       |       |       |       |
| 6       | Sol Furth             | 25  | Stati Uniti      | 14,88  |       |       |       |       |       |       |
| 7       | Sid Bowman            | 25  | Stati Uniti      | 14,87  |       |       |       |       |       |       |
| 8       | Rolland Romero        | 17  | Stati Uniti      | 14,85  |       |       |       |       |       |       |
| 9       | Péter Bácsalmási      | 23  | Ungheria         | 14,33  |       |       |       |       |       |       |
| 10      | Francesco Tabai       | 24  | Italia           | 14,29  |       |       |       |       |       |       |
| 11      | Onni Rajasaari        | 22  | Finlandia        | 14,20  |       |       |       |       |       |       |
| 12      | Mikio Oda             | 27  | Giappone         | 13,97  |       |       |       |       |       |       |
| 13      | Nikolaos Papanikolaou | 21  | Grecia           | 13,92  |       |       |       |       |       |       |
| 14      | Mehar Chand Dhawan    |     | India Britannica | 13,66  |       |       |       |       |       |       |
| 15      | Salvador Alanís       | 19  | Messico          | 13,28  |       |       |       |       |       |       |
| -       | Jack Portland         | 20  | Canada           | NM     |       |       |       |       |       |       |

Nambu dal 1931 era primatista mondiale di salto in lungo. Con il record di Los Angeles diventa primatista anche del salto triplo. Conserverà i due record fino al 1935.
Chūhei Nanbu è stato l'ultimo atleta che abbia detenuto congiuntamente i record mondiali dei due salti orizzontali.